# ANKRD22
ANKRD22 (англ. Ankyrin repeat domain 22) – білок, який кодується однойменним геном, розташованим у людей на 10-й хромосомі. Довжина поліпептидного ланцюга білка становить 191 амінокислот, а молекулярна маса — 21 849.
| 10         |  | 20         |  | 30         |  | 40         |  | 50         |
| ---------- |  | ---------- |  | ---------- |  | ---------- |  | ---------- |
| MGILYSEPIC |  | QAAYQNDFGQ |  | VWRWVKEDSS |  | YANVQDGFNG |  | DTPLICACRR |
| GHVRIVSFLL |  | RRNANVNLKN |  | QKERTCLHYA |  | VKKKFTFIDY |  | LLIILLMPVL |
| LIGYFLMVSK |  | TKQNEALVRM |  | LLDAGVEVNA |  | TDCYGCTALH |  | YACEMKNQSL |
| IPLLLEARAD |  | PTIKNKHGES |  | SLDIARRLKF |  | SQIELMLRKA |  | L          |

A: Аланін

C: Цистеїн

D: Аспарагінова кислота

E: Глутамінова кислота

F: Фенілаланін

G: Гліцин

H: Гістидин

I: Ізолейцин

K: Лізин

L: Лейцин

M: Метіонін

N: Аспарагін

P: Пролін

Q: Глутамін

R: Аргінін

S: Серин

T: Треонін

V: Валін

W: Триптофан